# お受験キッズ いぶき☆ハイテンション
『お受験キッズ いぶき☆ハイテンション』（おじゅけんキッズ いぶき・ハイテンション）は、もりちかこによる日本の漫画作品。

## 概要
『ちゃお』（小学館）にて2001年10月号から12月号まで連載された。単行本は全1巻。
中学受験をテーマにした作品。内容の流れで受験が出てくる漫画は多いが、「受験」そのものをテーマにした作品はあまりないため、その点では異彩を放っている。

## あらすじ
超がつくほどの野生児・杉野いぶきは、父親の転勤で上京した。都会の空気になじめずに悩んでいたさ中、自然に興味を持つ少年・河内大和と出会う。ところが、彼はとんでもない名門中学の学生で、しかも成績優秀。そのことを知ったいぶきは一念発起、その名門中学を受験する決意をしたのだ。ただ勉強が苦手な彼女に、勝算はあるのだろうか?

## 登場人物
杉野 いぶき（すぎの）
主人公。好きなものは自然と運動。得意技は「素手で漁業」。クラスは6年2組。
河内 大和
自然を愛する少年。
京華（きょうか）
いぶきのクラスメート。美少女。学校一頭がいい。
雫（しずく）
いぶきの弟。

## 書誌情報
- もりちかこ『お受験キッズ いぶき☆ハイテンション』小学館〈ちゃおフラワーコミックス[1]〉、2001年12月発売、全1巻、ISBN 4-09-138121-9
  - 読切「少年シンデレラ」「あくまDEまりあ」「1cmのラブチャンス」併録。